# 계명산 (충북)
계명산(鷄鳴山)은 대한민국 충청북도 충주시에 있는 높이 775m의 산이다.

## 같이 보기
- 한국의 산